# Среднеколымск (аэропорт)
Аэропорт «Среднеколымск» — региональный аэропорт города Среднеколымска в Якутии. Обеспечивает регулярное авиасообщение с региональным центром — Якутском, а также вертолётное сообщение с другими труднодоступными населёнными пунктами Среднеколымского улуса.

## Принимаемые типыВС
Pilatus PC-6 Ан-12, Ан-24, Ан-26, Ан-38, Ан-72, Ан-140, Ил-114, Як-40, Л-410 и др. типы ВС 3-4 классов, вертолёты всех типов.

## Показатели деятельности
| год             | 2014 | 2015 | 2016 | 2017 |
| тыс. пассажиров | 19,9 | 18,9 | 18,2 | 21,5 |
| Источники:      |      |      |      |      |